# 安芬頰脂鯉
安芬頰脂鯉（学名：Apareiodon affinis）為輻鰭魚綱脂鯉目脂鯉亞目下口半脂鯉科的其中一個種，分布於南美洲拉普拉他河流域，體長可達14.3公分，棲息在河川、池塘等水域，生活習性不明，可做為觀賞魚。